# Fehlende Frauen
Der Begriff fehlende Frauen (englisch missing women) bezeichnet das Frauendefizit in Bezug auf die erwartete Zahl der Frauen in einer Region oder einem Land. Dieses Defizit wird meistens mittels der Geschlechterverteilung (Zahl der Männer im Verhältnis zur Zahl der Frauen) gemessen.
Das Frauendefizit setzt sich aus den Mädchen zusammen, die bei der Geburt fehlen (gemessen im Verhältnis zur erwarteten Geschlechterverteilung bei der Geburt) und der Übersterblichkeit von Frauen in höherem Lebensalter (gemessen im Verhältnis zur erwarteten Geschlechterverteilung in diesem Alter).
Hauptgrund für die Ablehnung und Vernachlässigung von Mädchen und Frauen ist die Präferenz für Söhne, die wirtschaftliche, kulturelle und gesellschaftliche sowie religiöse Ursachen hat. Geschlechtsselektive Abtreibungen sind Wissenschaftlern zufolge der wichtigste Faktor für die Erklärung der fehlenden Mädchen bei der Geburt. Die seit den 1970er-Jahren kommerziell erhältlichen Technologien zur vorgeburtlichen Geschlechtsbestimmung sind nach ihrer Argumentation ein starker Impuls für geschlechtsselektive Abtreibungen und damit für ein Defizit an Mädchen. Als Ursachen für die Übersterblichkeit von Frauen und das daraus resultierende Frauendefizit gelten die Tötung von weiblichen Säuglingen nach der Geburt sowie die bewusste Vernachlässigung von Mädchen in Bezug auf die Gesundheitsversorgung und Ernährung. Während die Übersterblichkeit von Frauen weltweit in den letzten Jahrzehnten relativ konstant blieb und in einigen Ländern sogar zurückging, ist die Zahl der fehlenden Mädchen bei der Geburt seit 1980 stetig gestiegen, sodass sich ihr Anteil an der Gesamtzahl fehlender Frauen stetig erhöht hat und inzwischen auf über 50 % geschätzt wird.
Das Phänomen der fehlenden Frauen ist am weitesten in Ländern in Asien, im Mittleren Osten und in Nordafrika verbreitet. Die am stärksten betroffenen Länder sind Indien und China, die gemeinsam für ca. 80 % der fehlenden Frauen weltweit verantwortlich sind. Ein Frauendefizit wurde auch in chinesischen und indischen Einwanderergemeinschaften in Industrieländern wie den USA und Großbritannien gefunden. In einigen Unionsrepubliken der früheren Sowjetunion gab es nach dem Zerfall des Landes ebenfalls einen Rückgang der Mädchengeburten, besonders in der Kaukasusregion.  Auch in relativ weit entwickelten Ländern mit hohem Bildungsstandard und einer ausgeprägten Mittelklasse (Taiwan, Südkorea, Singapur, Armenien, Aserbaidschan, Georgien) ist das Problem der fehlenden Frauen zu beobachten. Erst in jüngerer Zeit gelang es einigen Ländern (insbesondere Südkorea), durch Entwicklungs- und Bildungskampagnen eine Trendwende herbeizuführen, die zu ausgeglicheneren Geschlechterverteilungen geführt hat.
Das Phänomen der fehlenden Frauen wurde erstmals 1990 vom indischen Wirtschaftswissenschaftler und Nobelpreisträger Amartya Sen in einem Essay in The New York Review of Books beschrieben. Sen argumentierte, dass das beobachtete Missverhältnis in den Geschlechterverteilungen asiatischer Ländern wie Indien, China und Südkorea im Vergleich zu Nordamerika und Europa nur durch bewusste Benachteiligung von Mädchen und Frauen bei der gesundheitlichen Versorgung und bei der Ernährung zu erklären sei. Ursprünglich schätzte er, dass über 100 Mio. Frauen „fehlten“. Später kamen Wissenschaftler auf unterschiedliche Zahlen, die jüngsten Schätzungen liegen bei etwa 90 bis 101 Mio. Frauen.
Sens Erklärung wurde von anderen Wissenschaftlern infrage gestellt, insbesondere von Emily Oster, die argumentierte, dass das Defizit auf die im Vergleich zu Europa und den USA in Asien stärkere Verbreitung des Hepatitis-B-Virus zurückzuführen sei. Osters spätere Forschungen ergaben aber, dass Hepatitis B nicht für einen signifikanten Anteil der fehlenden Frauen verantwortlich sein kann. Wissenschaftler haben auch argumentiert, dass andere Krankheiten, HIV und AIDS, natürliche Ursachen sowie die Entführung von Frauen ebenfalls für das Frauendefizit verantwortlich sind. Als Hauptursachen gelten jedoch weiterhin die Präferenz für Söhne und die daraus resultierende Abtreibung von weiblichen Föten sowie die bessere Versorgung von Jungen/Männer im Vergleich zu Mädchen/Frauen. Spätere Studien haben bestätigt, dass das Frauendefizit in China und Indien zu einem großen Teil auf geringere Löhne für Frauen und auf geschlechtsselektive Abtreibungen sowie auf die stärkere Vernachlässigung von Mädchen zurückzuführen ist.
Neben den Folgen für die Gesundheit und das Wohlergehen von Mädchen und Frauen hat das Phänomen der fehlenden Frauen in vielen Ländern auch zu einem Männerüberschuss und zu einem unausgeglichenen Heiratsmarkt geführt. Weil das Frauendefizit mit einer Vernachlässigung von Frauen verbunden ist, ist in Ländern mit einem höheren prozentualen Frauendefizit oft auch der Anteil an Frauen in schlechtem Gesundheitszustand erhöht, was einen höheren Anteil an Kleinkindern in schlechtem Gesundheitszustand zur Folge hat.
Forscher argumentieren, dass die Verbesserung der Bildung und der Beschäftigungsmöglichkeiten von Frauen dazu beitragen können, die Zahl der fehlenden Frauen zu verringern. Die Erfolge solcher politischen Maßnahmen variieren wegen des unterschiedlichen Niveaus von tief verwurzeltem Sexismus in verschiedenen Kulturen jedoch stark.
Im Kampf gegen das Problem der fehlenden Frauen wurden verschiedene internationale Maßeinheiten geschaffen. So misst die OECD die Zahl der fehlenden Frauen im SIGI (Social Institutions and Gender Index) anhand der Präferenz für Söhne, um das Bewusstsein für das Problem zu erhöhen.

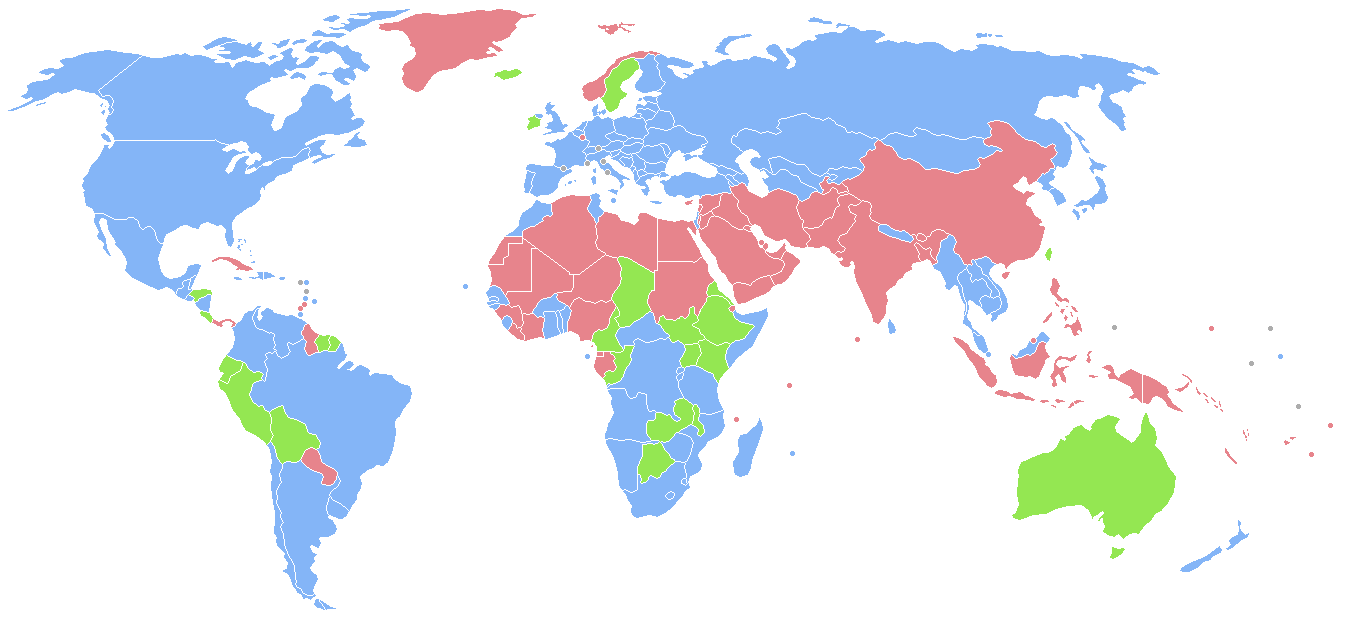
Geschlechterverteilung im Jahr 2015:

## Das Problem und seine Dimension
Sen zufolge stellen Frauen zwar die Mehrheit der Weltbevölkerung dar, dennoch variiert der Frauenanteil in den einzelnen Ländern drastisch, und in vielen Ländern gibt es mehr Männer als Frauen. Dies steht im Gegensatz zu Forschungsergebnissen, denen zufolge Frauen, die gleiche Ernährung und medizinische Versorgung vorausgesetzt, tendenziell bessere Überlebensraten haben. Um die Abweichung von der natürlichen Geschlechterverteilung zu erfassen, wird zur Messung der Zahl der fehlenden Frauen die tatsächliche Geschlechterverteilung eines Landes mit der natürlichen Geschlechterverteilung verglichen. Schätzungen der Zahl fehlender Frauen enthalten – im Gegensatz zu Sterblichkeitsraten von Frauen – auch geschlechtsselektive Abtreibungen, deren Anteil am Frauendefizit seit 1980 auf über 50 % gestiegen ist. Die Sterblichkeitsraten von Frauen können auch nicht die intergenerationellen Auswirkungen der Diskriminierung von Frauen erklären, während dies mit einem Vergleich zwischen der Geschlechterverteilung eines Landes und der natürlichen Geschlechterverteilung möglich ist.
Sen, der sich später ausführlicher mit dem Thema beschäftigte, kam ursprünglich zu dem Ergebnis, dass es in europäischen und nordamerikanischen Ländern in der Regel mehr Frauen als Männer gibt (in den meisten Ländern kommen ca. 0,98 Männern auf 1 Frau), das Verhältnis Männer zu Frauen in asiatischen Entwicklungsländern sowie im Mittleren Osten dagegen aber viel höher war. So beträgt das Verhältnis Männer zu Frauen in China 1,06 zu 1, was sehr viel höher ist als in den meisten Ländern. Für die nach 1985 Geborenen – nachdem Ultraschalluntersuchungen weithin erhältlich geworden waren – ist der Männeranteil noch deutlich höher. Anhand aktueller Zahlen bedeutet das, dass allein in China über 50 Mio. Frauen „fehlen“, die es geben sollte, die es aber nicht gibt. Addiert man vergleichbare Zahlen aus Süd- und Westasien hinzu, so beträgt die Zahl der fehlenden Frauen über 100 Mio.
Sen sagt dazu: „Diese Zahlen erzählen uns leise eine entsetzliche Geschichte der Ungleichheit und Vernachlässigung, die zur Übersterblichkeit von Frauen führen.“

### Schätzungen
Seit den ersten Forschungsergebnissen Sens haben nachfolgenden Forschungen auf diesem Gebiet zu unterschiedlichen Schätzungen der Gesamtzahl der fehlenden Frauen geführt. Ein Großteil dieser Differenzen ist auf die zugrunde liegenden Annahmen der natürlichen Geschlechterverteilung und auf die erwarteten Sterblichkeitsraten für Männer und Frauen zurückzuführen.
Die erwartete natürliche Geschlechterverteilung bei der Geburt (Jungen je ein Mädchen)  liegt in der Regel zwischen 1,02 und 1,08. Eine Studie  die WHO gibt sie mit ca. 1,05 an. Sie unterliegt jedoch regionalen und zeitlichen Schwankungen.
Sen ging bei seinen ursprünglichen Berechnungen mit Daten aus den 1980er- und 1990er-Jahren davon aus, dass die durchschnittliche Geschlechterverteilung in Westeuropa und Nordamerika mit der natürlichen Geschlechterverteilung übereinstimmt, weil er voraussetzte, dass Männer und Frauen in diesen Ländern gleichermaßen gute Versorgung erhielten. Nach weiteren Forschungen ergänzte er diese Zahlen mit der Geschlechterverteilung von Ländern in Subsahara-Afrika. Die Geschlechterverteilungen dieser Länder verglich er mit den Daten zur Geschlechterverteilung in anderen Ländern. Mit dieser Methode kam er zu der Schlussfolgerung, dass über 100 Mio. Frauen fehlten, hauptsächlich in Asien. Spätere Autoren wiesen jedoch darauf hin, dass die Männersterblichkeit in Europa aufgrund mehrerer Kriege und allgemein stärker ausgeprägten Risikoverhaltens tendenziell höher sei. Infolge der Migration männlicher Arbeiter aus ländlichen Regionen in urbane Gebiete, der Einwanderung und des Zweiten Weltkriegs war die Stellung von Frauen in diesen Ländern besser. In anderen Ländern wie Indien dagegen waren die Traditionen im Zusammenhang mit der diskriminierenden Behandlung von Mädchen von den späten 1950er-Jahren bis in die Mitte der 1980er-Jahre stärker ausgeprägt.
Wegen dieser Unterschiede zwischen den einzelnen Ländern wandte der amerikanische Demograph Coale für eine neue Schätzung der Zahl fehlender Frauen eine andere Methode an. Er nutzte die Daten seiner Regional Model Life Tables und kam zu dem Ergebnis, dass die natürliche Geschlechterverteilung von Männern zu Frauen, unter Berücksichtigung unterschiedlicher Sterblichkeitsraten und anderer länderspezifischer Faktoren, einen erwarteten Wert von 1,059 hat. Auf der Grundlage dieser Zahl kam er auf geschätzte 60 Mio. fehlende Frauen, eine deutlich niedrigere Anzahl als Sens ursprüngliche Schätzung. Einige Jahre später berechnete Stephan Klasen die Zahl der fehlenden Frauen mit Coales Methode, jedoch mit aktualisierten Daten, neu. Er kam zu dem Ergebnis, dass 69,3 Mio. Frauen fehlen, mehr, als Coales ursprüngliche Schätzung ergeben hatte. Er machte auch auf ein Problem der Regional Model Life Tables aufmerksam: Diese basierten auf Daten von Ländern mit höherer Frauensterblichkeit, was Coales Zahl der fehlenden Frauen nach unten verzerrte. Außerdem stellte er fest, dass sowohl Sens als auch Coales Methodologie fehlerhaft waren, weil sie voraussetzten, dass die optimalen Geschlechterverteilungen räumlich und zeitlich konstant sind, was oft nicht zutrifft.
Klasen und Wink führten 2003 eine Studie mit aktualisierten Zensusdaten durch. Neben der Geschlechterverteilung bei der Geburt bezogen sie auch die Lebenserwartung ein (wodurch nicht konstante Geschlechterverteilungen und Verzerrungen der Regional Model Life Tables erklärt werden) und schätzten die Zahl fehlender Frauen weltweit auf 101 Mio. Sie fanden allgemeine Trends, die zeigten, dass sich die Geschlechterverteilungen in Westasien, Nordafrika und den meisten Ländern Südasiens verbessert hatten, während sich das Geschlechterverhältnis in China und Südkorea verschlechtert hatte. Klasen und Wink kamen auch zu dem Ergebnis, dass China zwischen 1994 und 2003 für 80 % des Anstiegs der Zahl der fehlenden Frauen verantwortlich war. Als Grund für das anhaltende Frauendefizit in Indien und China wurden geschlechtsselektive Abtreibungen genannt. Für Länder wie Sri Lanka, die in der Vergangenheit ebenfalls einen niedrigen Frauenanteil aufgewiesen hatten, wurden die gestiegenen Bildungs- und Beschäftigungsmöglichkeiten als Grund für die Verbesserung der Geschlechterverteilung genannt. Klasen und Wink fanden auch übereinstimmend mit den Ergebnissen sowohl von Sen als auch von Coale, dass es in Pakistan den größten Prozentsatz an fehlenden Mädchen im Verhältnis zur Gesamtzahl der weiblichen Kinder und Jugendlichen gab.
Spätere Schätzungen kamen häufig auf eine höhere Zahl fehlender Frauen. Eine Studie aus dem Jahr 2005 schätzte, dass allein in Afghanistan, Bangladesch, China, Indien, Pakistan, Südkorea und Taiwan im Verhältnis zur erwarteten Zahl von Frauen 90 Mio. Frauen fehlten. Im Gegensatz dazu verwendete Guilmoto 2010 in seinem Bericht aktuelle Daten (außer für Pakistan) und schätzte wesentlich niedrigere Zahlen fehlender Frauen in asiatischen und nichtasiatischen Ländern, wies aber darauf hin, dass der höhere Männeranteil in vielen Ländern zu einer Geschlechterlücke (weniger Mädchen als Jungen) in der Altersgruppe 0 bis 19 Jahre geführt hat. Die folgende Tabelle fasst seine Ergebnisse zusammen.
| Land                | Geschlechterlücke – fehlende Mädchen Altersgruppe 0–19 Jahre (2010) | % aller Frauen |
| ------------------- | ------------------------------------------------------------------- | -------------- |
| Afghanistan         | 265.000                                                             | 3              |
| Bangladesch         | 416.000                                                             | 1,4            |
| Volksrepublik China | 25.112.000                                                          | 15             |
| Indien              | 12.618.000                                                          | 5,3            |
| Nepal               | 125.000                                                             | 1,8            |
| Pakistan            | 206.000                                                             | 0,5            |
| Südkorea            | 336.000                                                             | 6,2            |
| Singapur            | 21.000                                                              | 3,5            |
| Vietnam             | 139.000                                                             | 1              |

Im Bericht The State of World Population 2020 schätzt der United Nations Population Fund (UNFPA) die kumulierte Zahl der fehlenden Frauen seit 1970 auf 142,6 Mio. Frauen, wobei der Hauptanteil auf China (72,3 Mio. Frauen) und Indien (45,8 Mio. Frauen) fällt. Der Bericht beruht u. a. auf Daten einer in der Fachzeitschrift The Lancet veröffentlichten Studie aus dem Jahr 2014.
Ein Großteil der fehlenden Frauen geht auf geschlechtsselektive Abtreibungen zurück. Die durchschnittliche Geschlechterverteilung bei der Geburt (Jungen je 100 Mädchen) liegt etwa zwischen 103 und 106. In vielen Ländern ist der Anteil der Jungen aufgrund von geschlechtsselektiven Abtreibungen jedoch deutlich höher. Studien schätzen die Geschlechterverteilung bei der Geburt für China auf 111,9, für Indien auf 111,6 und für Aserbaidschan sogar auf 114,6; auch in Nepal, Vietnam und Armenien liegt die Zahl der geborenen Jungen je Mädchen über 110. Andere Schätzungen haben 108,5 für Indien und 121,2 für China ergeben.
Schätzungen der Gesamtzahl der fehlenden Mädchengeburten kommen auf 1,79 Mio. fehlende Geburten jährlich, davon 663 300 in China und 461 500 in Indien. Im Zeitraum von 1970 bis 2017 wird die kumulierte Zahl der in Folge von geschlechtsselektiven Abtreibungen fehlenden Frauen weltweit auf 45 Mio. geschätzt.

### Regionale Unterschiede innerhalb von Ländern

Geschlechterverteilung bei Kindern von 0 bis 1 Jahren in Indien 2011, Zahl der Jungen je 100 Mädchen:
101–103 103–107 125–130 Jungen
indienweiter Durchschnitt: 110 Jungen
indien. Durchschnitt 0–7 Jahre: 109 Jungen
indische Gesamtbevölkerung: 106 männlich

Auch innerhalb einzelner Länder variiert der Anteil der fehlenden Frauen stark.
Das Gupta hat beobachtet, dass die Präferenz für Söhne und das daraus resultierende Mädchendefizit in den höher entwickelten indischen Bundesstaaten Haryana und Punjab ausgeprägter war als in ärmeren Regionen. Am stärksten war die Präferenz für Söhne in diesen beiden Bundesstaaten bei höher gebildeten und relativ wohlhabenden Frauen und Müttern. Im Punjab wurden erstgeborene Töchter nicht schlechter versorgt als Söhne, weil die Eltern noch große Hoffnungen hatten, später einen Sohn zu bekommen. Nachfolgende Töchter waren jedoch nicht mehr willkommen, da die Chancen der Familie, noch einen Sohn zu bekommen, mit jeder weiteren Tochter abnahmen. Da wohlhabende und gebildetere Frauen im Durchschnitt weniger Kinder bekamen, standen sie unter größerem Druck, so früh wie möglich einen Sohn zu gebären. Weil Ultraschalluntersuchungen und andere Technologien eine frühe Geschlechtsbestimmung vor der Geburt ermöglichten, entschieden sich wohlhabendere Familien öfter für eine Abtreibung. Die Mädchen, die geboren wurden, wurden oft von den Familien nicht ausreichend ernährt und medizinisch versorgt, sodass sich ihre Überlebenschancen verschlechterten. Daher ist die Zahl der fehlenden Frauen in besser entwickelten urbanen Gebieten Indiens häufig höher als in ländlichen Regionen.
In Indien gibt es außerdem ein deutliches flächendeckendes regionales Gefälle: Im insgesamt ärmeren und schwächer entwickelten Norden des Landes ist das Mädchen- und Frauendefizit sehr viel größer als im höher entwickelten Süden und Osten Indiens.
In China ist das Problem der fehlenden Frauen in ländlichen Regionen stärker ausgeprägt als in urbanen Gebieten. Die regionalen Unterschiede in China haben zu unterschiedlichen Einstellungen gegenüber der Ein-Kind-Politik geführt. Wegen des Danwei-Systems und einer generell besser gebildeten Bevölkerung in den Städten, die verstand, dass es leichter ist, ein Kind aufzuziehen und für seine Gesundheit zu sorgen als zwei, war es dort einfacher, die Ein-Kind-Politik durchzusetzen. In ländlicher geprägten Gebieten, in denen viele Menschen in der arbeitsintensiven Landwirtschaft tätig sind und Paare darauf angewiesen sind, dass ihre Kinder sie im Alter versorgen, werden Söhne häufiger vor Töchtern bevorzugt.
In Großbritannien und den USA wurde seit den 1980er-Jahren vor allem in asiatischen Einwandergemeinschaften ein Rückgang der Mädchengeburten verzeichnet. Zwischen 1991 und 2004 wurden in den USA schätzungsweise 2000 weibliche Föten von chinesisch- und indischstämmigen Frauen abgetrieben, dieses Defizit kann bis zurück ins Jahr 1980 verfolgt werden.

### Statistische Verzerrungen durch unvollständige Daten und Migration

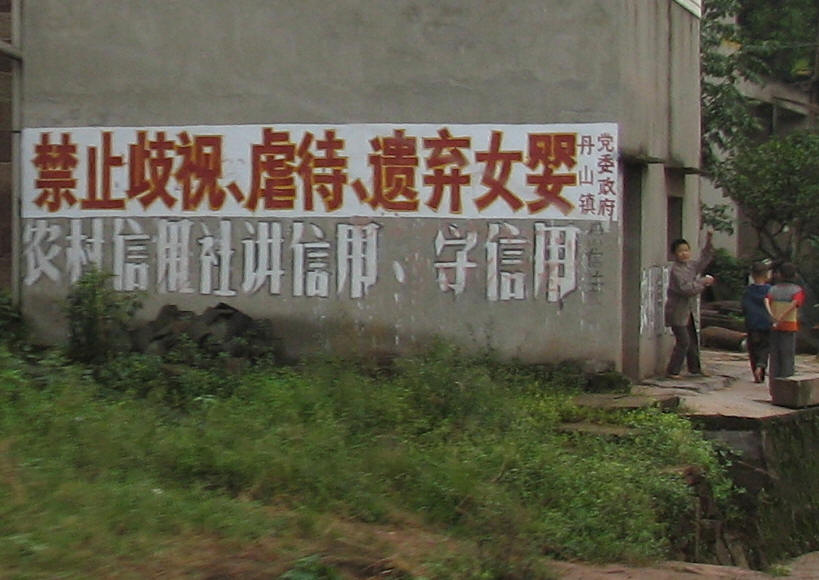
Ein Straßenschild im ländlichen Sichuan: „Es ist verboten, Mädchen zu diskriminieren, zu misshandeln und auszusetzen.“

Die für China genannten Zahlen der fehlenden Frauen und Mädchen sind wahrscheinlich zu hoch, da die Geburtenstatistiken durch verspätete oder fehlende Meldungen von Mädchengeburten ungenau sind. So fanden Forscher heraus, dass die Zensusstatistiken für ältere Frauen nicht mit den Geburtenstatistiken übereinstimmen. Das könnte 25 Mio. der häufig genannten 30 Mio. fehlenden Frauen erklären.
Einige Befunde deuten darauf hin, dass in Asien – und speziell in China mit seiner Ein-Kind-Politik – Abtreibungen, der Tod von Säuglingen und die Geburt von Töchtern geheim gehalten oder nicht gemeldet werden. Seit 1979 haben die Ein-Kind-Politik und fehlende politische Maßnahmen zur Verbesserung der Beschäftigungsmöglichkeiten von Frauen dazu geführt, dass das Land aufgrund der Präferenz für Söhne die höchste Zahl fehlender Frauen weltweit aufweist. Weil viele Eltern unbedingt einen Sohn möchten, aber nur ein Kind haben dürfen, werden erstgeborene Töchter in der Hoffnung, dass das nächste Kind ein Sohn sein wird, nicht immer gemeldet. Auch eine 2016 veröffentlichte Studie kam auf der Grundlage der chinesischen Zensusdaten zu dem Ergebnis, dass ein großer Teil der „fehlenden Mädchen“ in China auf die verspätete Registrierung von Mädchen zurückzuführen sei; diese werden den Behörden oft erst gemeldet, wenn sie im Alter von etwa 20 Jahren verheiratet werden sollen.
Die Migration beeinflusst die Geschlechterverteilung ebenfalls zunehmend, besonders in den Golfstaaten. Weil viele männliche Arbeitsmigranten ohne ihre Familien ins Ausland gehen, steigt der Männeranteil in den betroffenen Ländern überproportional an, sodass sich die Geschlechterverteilung zuungunsten der Frauen verändert, ohne dass es sich dabei um „fehlende“ Frauen handelt. In Katar kommen in der Gesamtbevölkerung sogar 339 Männer auf 100 Frauen, während es bei der Geburt 102 Jungen je 100 Mädchen sind. Ein starkes Ungleichgewicht im Geschlechterverhältnis findet sich z. B. auch in den Vereinigten Arabischen Emiraten (Gesamtbevölkerung 256:100, bei der Geburt 106:100), in Bahrain (Gesamtbevölkerung 153:100, bei der Geburt 103:100) und in Saudi-Arabien (Gesamtbevölkerung:130:100, bei der Geburt 105:100).

## Ursachen

### Sens ursprüngliche These: Bewusste Benachteiligung von Mädchen und Frauen
Sen argumentierte, dass das beobachtete Missverhältnis in den Geschlechterverteilungen asiatischer Ländern wie Indien, China und Südkorea im Vergleich zu Nordamerika und Europa nur durch die bewusste Benachteiligung von Mädchen und Frauen bei der gesundheitlichen Versorgung und bei der Ernährung zu erklären sei. Die Ursache dieser Ungleichbehandlung sind kulturelle Mechanismen, etwa Traditionen und Werte, die in verschiedenen Ländern und sogar regional innerhalb von Ländern variieren. In vielen dieser Länder führt die inhärente Bevorzugung von Söhnen dazu, dass Mädchen, wenn sie trotz der vielen Fälle von geschlechtsselektiver Abtreibung überhaupt geboren werden, nicht die gleiche Priorität erhalten wie Jungen und Männer. Dies betrifft besonders die medizinische Versorgung, in ärmeren Familien aber auch die Ernährung. Als Ergebnis ist die Überlebensrate von Mädchen und Frauen schlechter, als sie bei einer Gleichbehandlung beider Geschlechter wäre.

#### Fehlende Frauen: Erwachsene

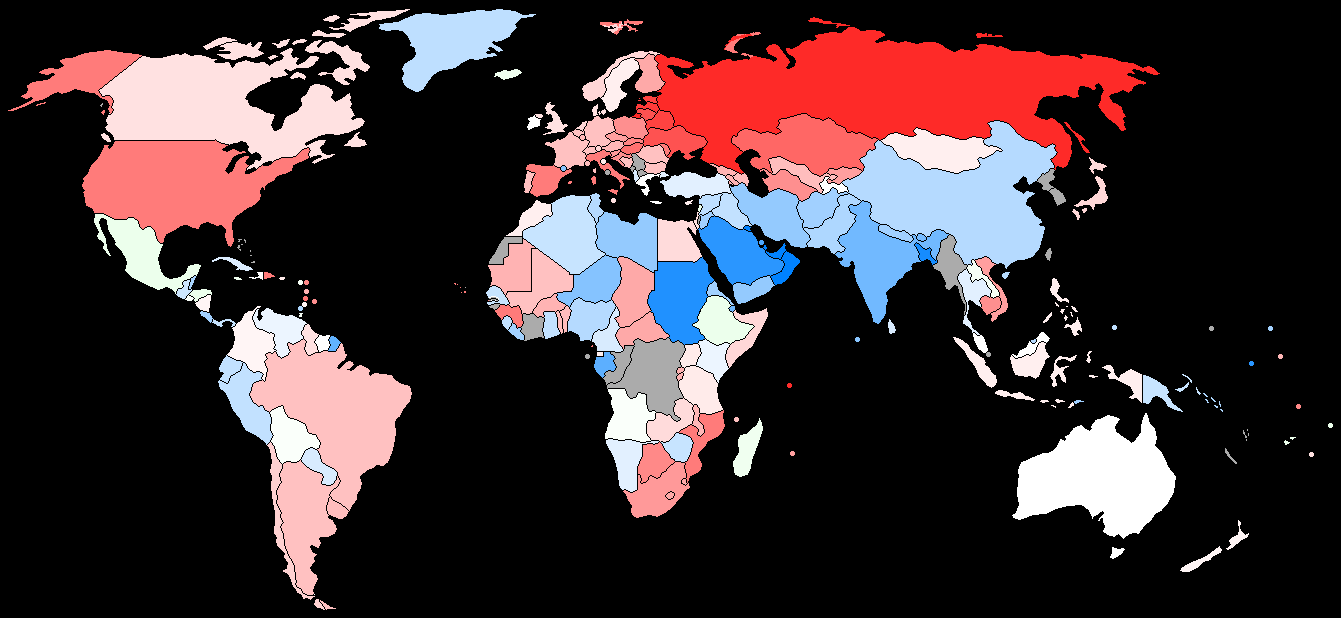
Geschlechterverteilung nach Land für die Bevölkerung über 65 Jahren. Rot bedeutet mehr Frauen, blau mehr Männer als der weltweite Durchschnitt von 0,79 Männer pro 1 Frau.

Nach Sens Modell der kooperativen Konflikte sind die Beziehungen innerhalb eines Haushalt sowohl durch Kooperation als auch durch Konflikte gekennzeichnet: Kooperation bei der Erweiterung der Ressourcen und Konflikte bei der Verteilung der Ressourcen zwischen den Haushaltsmitgliedern. Diese Prozesse innerhalb des Haushalts werden durch die Wahrnehmung des Eigeninteresses, der eigenen Beiträge und des eigenen Wohlergehens beeinflusst. Jedes Haushaltsmitglied findet sich in seiner eigenen Rückfallposition wieder, wenn der Verhandlungsprozess gescheitert ist; diese Rückfallposition bestimmt auch die Fähigkeit jedes Haushaltsmitglieds, außerhalb der Beziehungen des Haushalts zu überleben.
Die Rückfallposition der Männer, die häufig Land besitzen und über mehr wirtschaftliche Möglichkeiten verfügen und gleichzeitig weniger Pflegearbeit für die Kinder leisten, ist in der Regel besser als die der Frauen, die in Bezug auf Landbesitz und Einkommen von ihrem Ehemann abhängig sind. Nach diesem Konzept bleiben geschlechtsspezifische Ungleichheiten erhalten, wenn die Frauen ihre persönlichen Interessen nicht wahrnehmen und sie sich stärker um das Wohlergehen ihrer Familien sorgen. Sen zufolge trägt die geringere Verhandlungsmacht der Frauen bei Entscheidungen des Haushalts zum Frauendefizit in Asien bei.
Sen argumentierte, dass die geringere Verhandlungsmacht der Frauen mit der geringeren Fähigkeit, außerhalb des Haushalts Einkommen zu erzielen, und mit der Wahrnehmung des Beitrags der Frauen im Vergleich zu den Männern korrelieren könnte. Doch nicht alles Formen der Erwerbsarbeit außerhalb des Haushalts tragen gleichermaßen zu einer stärkeren Verhandlungsmacht der Frauen im Haushalt bei, die Art der Erwerbsarbeit beeinflusst ihre Rechte und ihre Rückfallposition.

#### Fehlende Frauen: Kinder

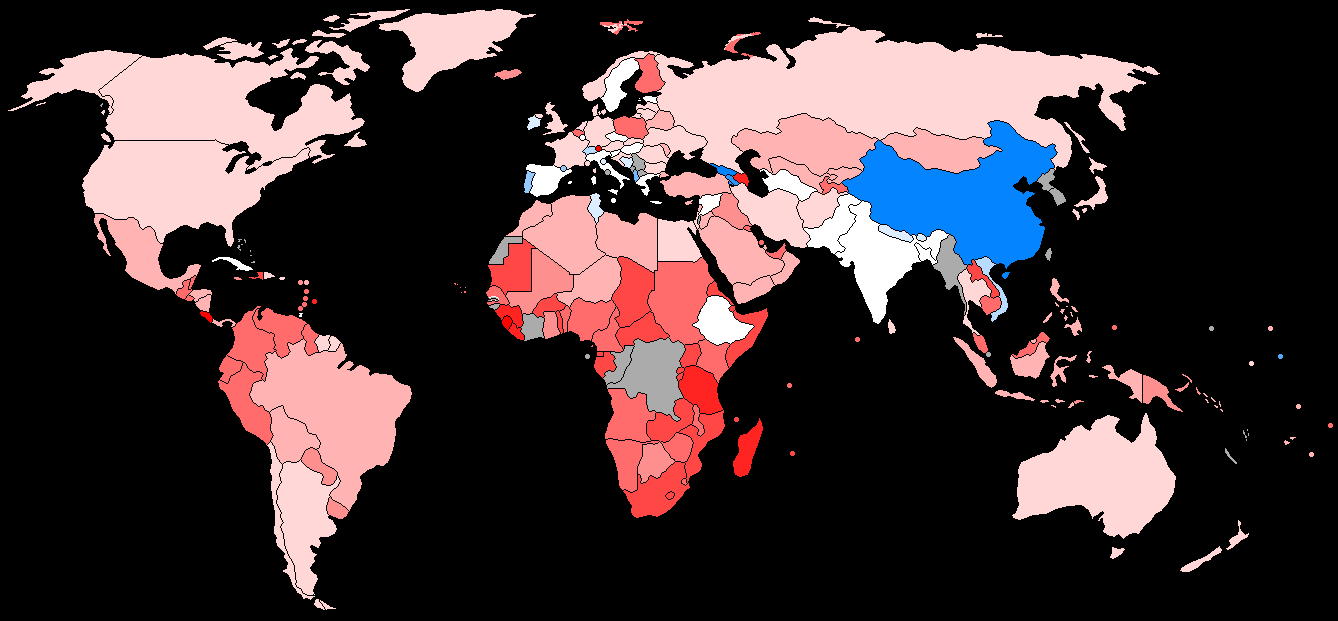
Geschlechterverteilung nach Land für die Bevölkerung unter 15 Jahren. Rot bedeutet mehr Frauen, blau mehr Männer als der weltweite Durchschnitt von 1,06 Männer pro 1 Frau.

Sen zufolge besteht in Gemeinschaften mit einem hohen Frauendefizit ein Zusammenhang zwischen der Fürsorge und Ernährung, die Mädchen erhalten, und ihrer Bedeutung in den Augen der Gemeinschaft. Eltern, sogar Mütter, wollen wegen der traditionellen patriarchalischen Kultur in Länder, in denen es ein Frauendefizit gibt, oft keine Töchter. Die Eltern in diesen Regionen bevorzugen Söhne, weil sie davon ausgehen, dass diese im Gegensatz zu Töchtern eine wirtschaftlich produktive Zukunft haben. Außerdem können die Eltern im Alter von ihren unabhängigen Söhnen viel mehr Hilfe und Unterstützung erwarten als von ihren Töchtern, die nach ihrer Heirat praktisch das Eigentum der Familie des Ehemannes werden. Selbst wenn diese Töchter gebildet sind und ein erhebliches Einkommen erzielen, so sind ihre Möglichkeiten, mit ihrer Herkunftsfamilie zu agieren, begrenzt. Frauen können oft auch keinen Grundbesitz erben, sodass eine verwitwete Mutter das Land ihrer Familie (das tatsächlich ihrem verstorbenen Ehemann gehörte) verlieren und mittellos werden würde, wenn sie nur Töchter hätte. Arme Familien auf dem Land haben nur geringe Ressourcen, die sie zwischen ihren Kindern aufteilen können, was ihre Möglichkeiten, die Benachteiligung von Töchtern zu reduzieren, verringert. Ein weiterer Faktor, der zur Präferenz für Söhne beiträgt, ist in Ländern wie Indien und Pakistan die Mitgift, die die Familie bei der Hochzeit von Töchtern aufbringen muss. In Indien ist das Zahlen und Erhalten einer Mitgift zwar schon seit 1961 verboten, dieses Verbot wird aber in der Praxis regelmäßig umgangen und die Höhe der geforderten Mitgift steigt sogar. Diese beträgt oft das Vier- bis Achtfache des jährlichen Haushaltseinkommens und ist damit selbst für besser gestellte Familien eine erhebliche Belastung.
Weil Eltern ihre Töchter weniger wertschätzen als ihre Söhne, bleibt das Problem der fehlenden Frauen selbst bei verbesserter Gesundheitsversorgung und wirtschaftlicher Chancen außerhalb des Haushalts bestehen.
Nach Schätzungen machten Mädchen unter 5 Jahren, die aufgrund von Vernachlässigung, mangelnder Versorgung oder anderen Formen der Ablehnung gestorben sind, in Indien 11,7 % aller Todesfälle von Mädchen unter 5 Jahren aus, in China 3,3 %, in Bahrain 5,9 % und in Ägypten 5,6 %.
Ultraschalluntersuchungen, die die Geschlechtsfeststellung vor der Geburt ermöglichen, haben das Problem der fehlenden Mädchen deutlich verstärkt. Eltern können so Mädchen schon vor der Geburt aussondern. Sen bezeichnete dies als „Hightech-Seximus“. Er kam zu dem Schluss, dass die Voreingenommenheit gegenüber Frauen so tief verwurzelt ist, dass selbst relative wirtschaftliche Verbesserungen im Leben der Familien den Eltern letztlich nur einen neuen Weg eröffnet haben, Töchter abzulehnen. Er argumentierte, dass es nicht genügt, die wirtschaftlichen Rechte und Chancen von Frauen außerhalb des Haushalts zu verbessern, sondern dass der Schwerpunkt stärker darauf gelegt werden muss, ein größeres Bewusstsein für die Problematik zu schaffen, um die ausgeprägte Voreingenommenheit gegenüber Töchtern auszulöschen.

### Sinkende Fertilitätsrate
Mehrere Wissenschaftler vertreten die These, dass die sinkende Fertilitätsrate (Zahl der Geburten pro Frau) das Problem der fehlenden Frauen verstärkt hat, weil Familien häufig Söhne bevorzugen: Wenn die Zahl der Kinder sinkt, würde es weniger größere Familien mit Söhnen und Töchtern geben und stattdessen mehr Familien mit nur einem einzigen Sohn. Seema Jayachandran versuchte 2017 zu quantifizieren, welchen Anteil der Rückgang der Fertilitätsrate in Indien an der ungleichen Geschlechterverteilung des Landes hat und schätzte, dass zwischen einem Drittel und der Hälfte der negativen Veränderung der Geschlechterverteilung Indiens seit 1981 auf den Rückgang der Fertilitätsrate zurückzuführen ist.
Klasen fand dagegen, dass (abgesehen von China mit seiner restriktiven Ein-Kind-Politik) der Rückgang der Kinderzahl pro Frau oft nicht zu einem höheren Frauendefizit führt, da er in der Regel mit anderen Verbesserungen für Frauen wie besserer Bildung, besseren Beschäftigungsmöglichkeiten und einer Abnahme der Ungleichbehandlung von Frauen einhergeht. Klasen konstatierte: „In Ländern, in denen die Fertilitätsrate am stärksten gesunken ist, ist auch der Anteil fehlender Frauen am stärksten zurückgegangen.“
Dabei gibt es jedoch zwischen den Ländern große Unterschiede. Das Guptas hat für Südkorea herausgefunden, dass die Geschlechterverteilung (Männer je 1 Frau) in den 1980er- und 1990er-Jahren von 1,07 auf 1,15 gestiegen ist; Grund dafür war die wachsende Verbreitung von Ultraschalluntersuchungen zur vorgeburtlichen Geschlechtsbestimmung, die geschlechtsselektive Abtreibungen zur Folge hatte. In den 1990er- und 2000er-Jahren sank die Geschlechterverteilung als Folge von wachsender Modernisierung, gestiegener Bildung und besseren Beschäftigungsmöglichkeiten jedoch. Eine vergleichende Studie zu Indien und Bangladesch kam zu dem Ergebnis, dass die Abnahme der Kinderzahl pro Frau in Indien die Präferenz für Söhne verstärkt hat und einen Anstieg des Frauendefizits zur Folge hatte, während sie in Bangladesch zu einem Rückgang der Zahl fehlender Frauen führte.

### Ungleichbehandlung und Verhandlungsmacht von Frauen
Die Wirtschaftswissenschaftlerin Nancy Qian hat gezeigt, dass das Frauendefizit in China sinkt, wenn Frauen mehr verdienen. Sie argumentierte, dass niedrigere Löhne von Frauen und ihre daraus resultierende niedrigere Verhandlungsmacht einen großen Teil der fehlenden Frauen in China erklären können. Eine Studie der Wirtschaftswissenschaftler Seema Jayachandran und Ilyana Kuziemko kam zu dem Ergebnis, dass Mütter in Indien ihre Söhne häufig länger stillen als ihre Töchter und dass dies das Problem der fehlenden Frauen in Indien verstärkt.

### Hepatitis-B-Theorie
Emily Oster argumentierte in ihrer an der Harvard University eingereichten Doktorarbeit, dass Sens Hypothese nicht die im Vergleich zu anderen Regionen höheren Hepatitis-B-Infektionsraten in Asien berücksichtigte. In Regionen mit einer höheren Hepatitis-B-Infektionsrate ist aus biologischen Gründen die Geschlechterverteilung tendenziell höher, es werden also überdurchschnittlich viele Jungen geboren. Dieses Phänomen ist gut dokumentiert, kann aber noch nicht gut erklärt werden. Während Hepatitis B in den USA und in Europa eher selten auftritt, ist es in China endemisch und in anderen Teilen Asiens weit verbreitet. Nach Osters Schätzung könnte Hepatitis B 45 % der vermuteten fehlenden Frauen in Asien und 75 % in China erklären. Oster zeigte auch, dass die Einführung eines Hepatitis-B-Impfstoff zu einem zeitversetzten Sinken der Geschlechterverteilung geführt hat.
Gegen Osters These wurden jedoch viele Gegenargumente erhoben. So argumentierte Avraham Ebenstein, dass die tatsächliche Geschlechterverteilung bei erstgeborenen Kindern fast der natürlichen Geschlechterverteilung entspricht und erst bei zweit- und drittgeborenen Kindern ein höherer Jungenanteil auftritt. Wäre Hepatitis B für die höhere Geschlechterverteilung verantwortlich, dann müsste dieser Effekt bei allen Kindern auftreten, ungeachtet der Geburtenreihenfolge. Daher müssen auch andere Faktoren für die höhere Geschlechterverteilung verantwortlich sein.
Das Gupta wies darauf hin, dass sich die Geschlechterverteilung korrelierend zum durchschnittlichen Haushaltseinkommen in einer Weise ändert, die im Einklang mit Sens Hypothese steht, aber nicht mit Osters. Außerdem argumentierte sie, dass das Geschlecht des erstgeborenen Kindes die Geschlechterverteilung bei der Geburt maßgeblich beeinflusst: Wenn das erstgeborene Kind ein Junge ist, dann entspricht die Geschlechterverteilung der zweitgeborenen Kinder in etwa der natürlichen Geschlechterverteilung. Ist das erstgeborene Kind dagegen ein Mädchen, dann ist das zweitgeborene Kind mit viel höherer Wahrscheinlichkeit ein Junge. Das deutet darauf hin, dass das Geschlecht des zweiten Kindes von einer bewussten Entscheidung der Eltern – z. B. für eine geschlechtsselektive Abtreibung, die Kindstötung oder die Vernachlässigung eines weiblichen Kleinkindes – beeinflusst wird. Dies würde Sens These bestätigen, dass bewusstes menschliches Handeln die Ursache für das Frauendefizit ist.
Osters Theorie beruhte zudem auf medizinischen Studien mit zu geringen Fallzahlen, auf deren Grundlage keine überzeugende Einschätzung möglich war, welchen Einfluss die Hepatitis-B-Infektionsrate auf die Geschlechterverteilung hat. Außerdem war zu wenig darüber bekannt, welche Rolle es spielte, welcher Elternteil Träger des Hepatitis-B-Virus war.
In einer 2008 veröffentlichten Studie, in der Lin und Luoh die Daten von 3 Mio. Geburten in Taiwan über einen langen Zeitraum auswerteten, zeigte sich, dass die Wahrscheinlichkeit für die Geburt eines Sohnes nur um ca. 0,25 % steigt, wenn die Mutter Hepatitis B hatte. Die Hepatitis-B-Infektionsrate von Müttern konnte also nicht für einen großen Teil der fehlenden Frauen verantwortlich sein. In einer Folgestudie wertete Oster gemeinsam mit Chen, Yu und Lin die Daten von 67 000 Geburten aus (wobei 15 % der Eltern Hepatitis B hatten) und fand weder für Mütter noch für Väter mit Hepatitis B Auswirkungen auf die Geschlechterverteilung. Daraufhin zog Oster ihre frühere Hypothese zurück.

### Andere Krankheiten
In einer 2008 veröffentlichten Studie stellten Anderson und Ray die These auf, dass andere Krankheiten die Übersterblichkeit von Frauen in Asien und Subsahara-Afrika erklären könnten. Sie verglichen die relativen Sterblichkeitsraten von Frauen im Verhältnis zu Männern in Industrieländern mit denen in China, Indien und Subsahara-Afrika und kamen zu dem Ergebnis, dass 27 bis 45 % der fehlenden Frauen in China, aber nur 11 % der fehlenden Frauen in Indien durch tödlich verlaufende Krankheiten vor der Geburt und im Kleinkindalter erklärt werden können. Der Unterschied zwischen den beiden Ländern ist ein Hinweis auf die unterschiedliche Altersstruktur. Die häufigste Todesursache von Frauen in Indien sind Herz-Kreislauf-Erkrankungen, gefolgt von Unfällen. Beide Faktoren spielen eine viel größere Rolle als Müttersterblichkeit und Abtreibungen, wobei Unfälle auch eine direkte Folge der Diskriminierung von Frauen sein können.
Auch in China geht ein großer Teil der Übersterblichkeit von älteren Frauen auf Herz-Kreislauf-Erkrankungen und andere nichtübertragbare Krankheiten zurück. Der größte Anteil fehlender Frauen findet sich jedoch in der Altersgruppe 0 bis 4 Jahre, was für Sens ursprüngliche Theorie der bewussten Benachteiligung von Mädchen spricht.
In Subsahara-Afrika stellten Anderson und Ray im Gegensatz zu Sens Argumenten und den von ihm genutzten statistischen Durchschnittswerten ein großes Frauendefizit fest. Sen ging im Jahr 2001 von einem Geschlechterverhältnis von 1,022 für Subsahara-Afrika aus, weil er es vermeiden wollte, Industrieländer mit Entwicklungsländern zu vergleichen. Anderson und Ray fanden keine Belege dafür, dass dieses Frauendefizit auf die Benachteiligung von Mädchen in Form von geschlechtsselektiven Abtreibungen und Vernachlässigung zurückgeht. Sie stellten fest, dass die wichtigste Ursache für die hohe Zahl fehlender junger Frauen AIDS ist, noch vor Malaria und der Müttersterblichkeit. Nach ihrer Schätzung wurden 600 000 Fälle der jährlichen Übersterblichkeit von Frauen durch AIDS verursacht. Das größte Frauendefizit gab es in den Altersgruppen 20 bis 24 Jahre und 25 bis 29 Jahre. Der hohe Anteil der an AIDS gestorbenen Frauen könnte laut Anderson und Ray auf eine Benachteiligung von Frauen bei der Gesundheitsversorgung sowie auf unterschiedliche Einstellungen in Hinblick auf sexuelle und kulturelle Normen hindeuten.
Eileen Stillwaggon zeigte 2008 auf, dass die höheren HIV- und AIDS-Raten von Frauen das Ergebnis einer tief verwurzelten Ungleichbehandlung der Geschlechter ist. In Ländern, in denen Frauen kein Land besitzen dürfen, sind sie in einer prekäreren Rückfallposition und haben eine geringere Verhandlungsmacht, um ohne die Gefahr, von ihren Männern verlassen zu werden, auf geschütztem Sex bestehen zu können. Stillwaggon zufolge hängt die Anfälligkeit einer Person für eine HIV-Infektion von ihrem Gesamtgesundheitszustand ab. Da das Immunsystems von Frauen durch auf Falschinformationen beruhenden Praktiken (z. B. der Glaube, dass der Sex mit einer Jungfrau Männer von AIDS heilt oder trockener Sex) und durch gesundheitsgefährdende Aktivitäten bei der Hausarbeit zusätzlich geschwächt wird, sterben sie häufiger an AIDS. Stillwagon plädierte dafür, den Schwerpunkt stärker auf Hygiene und Ernährung zu setzen und nicht nur auf sexuelle Abstinenz oder geschützten Geschlechtsverkehr, denn bei gesünderen Frauen ist die Wahrscheinlichkeit deutlich geringer, dass sie einen männlichen Partner mit HIV infizieren.

### Natürliche Ursachen für variierende Geschlechterverteilungen
Auch die angenommene natürliche Geschlechterverteilung wurde von Wissenschaftlern infrage gestellt, da die umfangreichen historischen geografischen Daten nahelegen, dass Geschlechterverteilungen zeitlich und räumlich variieren, wenngleich die Gründe dafür noch nicht ausreichend bekannt sind. William H. James benannte 2008 folgende bis dahin gültigen konventionellen Annahmen:
- männliche Spermien enthalten die gleiche Anzahl von X- und Y-Chromosomen
- Samenzellen mit X- und mit Y-Chromosomen befruchten mit derselben Wahrscheinlichkeit eine Eizelle
- daher entsteht die gleiche Zahl an männlichen und an weiblichen Eizellen, sodass die natürliche Geschlechterverteilung bei der Geburt 1 beträgt (1 Junge zu 1 Mädchen) und jede Abweichung von dieser Geschlechterverteilung bei der Geburt durch geschlechtsselektive Abtreibung verursacht wird.[60]

James wies darauf hin, dass die vorhandenen wissenschaftlichen Befunde diesen Annahmen und Schlussfolgerungen widersprechen und dass in fast allen menschlichen Populationen mehr Jungen geboren werden und die natürliche Geschlechterverteilung in der Regel zwischen 1,02 und 1,08 liegt. Die Geschlechterverteilung kann aber aus zahlreichen Gründen, etwa dem Alter der Mutter bei der Geburt, dem Alter beider Eltern, dem Altersunterschied zwischen Vater und Mutter, ethnischen Besonderheiten, sozialem und sozioökonomischem Druck, Kriegen, Umwelteinflüssen und hormonellen Ursachen von diesem Bereich der natürlichen Geschlechterverteilungen abweichen. Untermauert wird diese Hypothese mit historischen Daten aus der Zeit vor der Einführung von modernen Technologien zur vorgeburtlichen Geschlechtsfeststellung und mit Daten der Geschlechterverteilungen in Unterregionen sowie für verschiedene ethnische Gruppen in Industrieländern. Die Forscher schlugen vor, direkte Daten über Abtreibungen zu erheben und auszuwerten, anstatt indirekte Schlüsse aus der Geschlechterverteilung zu ziehen, wie es Sen und andere Forscher getan hatten.
Daten für die Geschlechterverteilung bei der Geburt aus der Zeit vor dem Einsatz von Ultraschalluntersuchungen zur vorgeburtlichen Geschlechtsfeststellung in den 1960er- und 1970er-Jahren sowie Daten aus jüngerer Zeit für in Afrika beobachtete Geschlechterverteilungen mit einem Wert von unter 1 (d. h. es werden weniger Jungen als Mädchen geboren) unterstützen James’ Hypothese. Michel Garenne berichtete, dass viele afrikanische Staaten im Verlauf von mehreren Jahrzehnten Geschlechterverteilungen von unter 1 aufwiesen. Angola, Botswana und Namibia haben von Geschlechterverteilungen bei der Geburt zwischen 0,94 und 0,99 berichtet, eine deutliche Abweichung vom angenommenen Spektrum der natürlichen Geschlechterverteilung bei der Geburt von 1,02 bis 1,08. John Graunt wies darauf hin, dass die Geschlechterverteilung in London in einem 35-jährigen Zeitraum im 17. Jh. (1628–1662) 1,07 betrug, während historische Daten aus Korea über 5 Mio. Geburten, die in den 1920er-Jahren in einem Zehnjahreszeitraum erhoben wurden, eine Geschlechterverteilung von 1,13 nahelegen.
In einer Studie, in der die Geburtenraten in São Paulo zwischen 2001 und 2003 ausgewertet wurden, fand sich ein Zusammenhang zwischen der Luftverschmutzung und dem Geschlecht des Kindes: In Regionen mit hoher Luftverschmutzung wurden bis zu 49,3 Prozent Mädchen geboren, in Regionen mit geringer nur 48,3 Prozent.

### Entführungen und Verkauf von Mädchen und Frauen

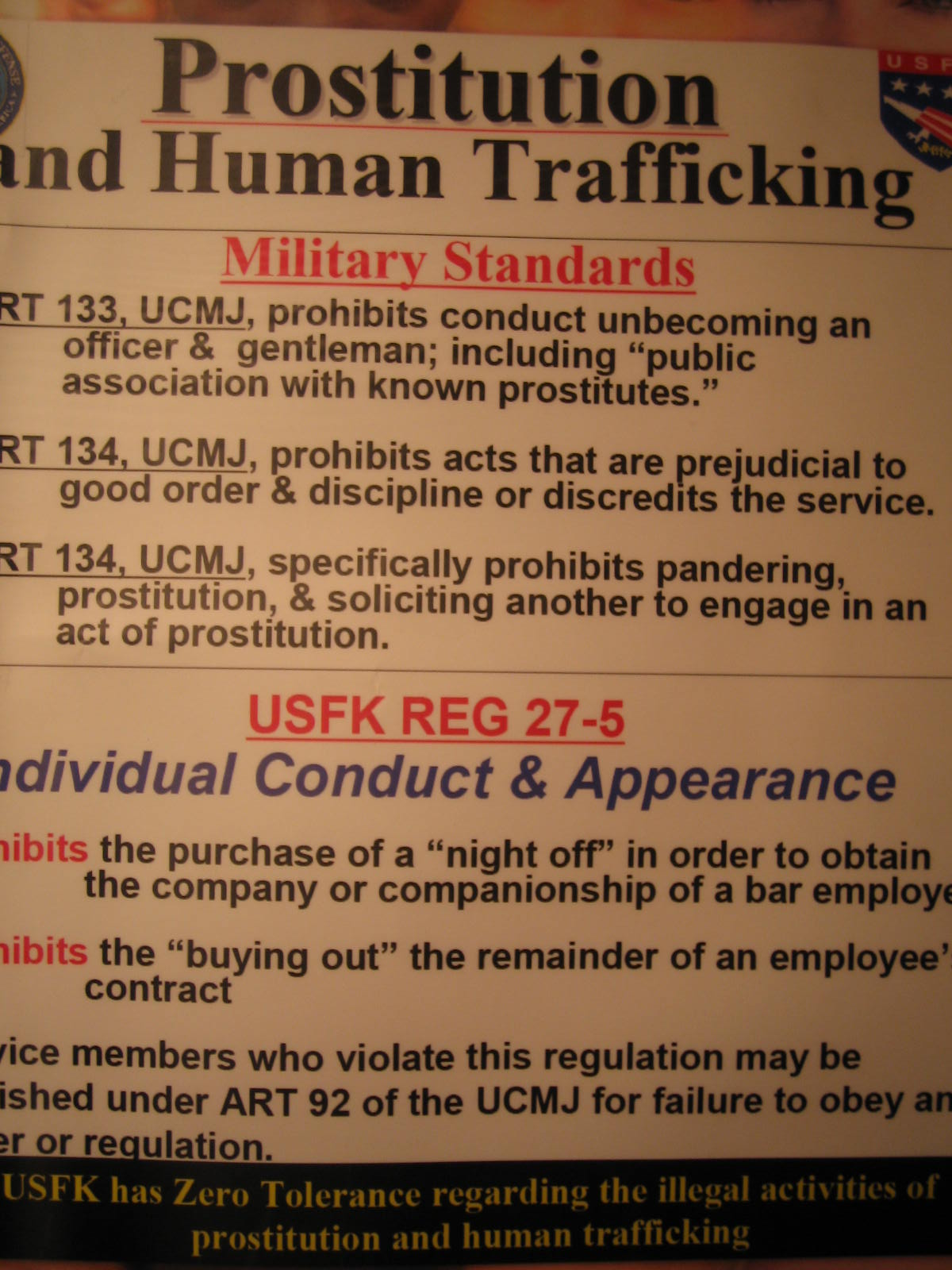
An die Soldaten gerichtete Warnung der United States Forces Korea vor Prostitution und Menschenhandel in Südkorea

Wissenschaftliche Belege zeigen, dass neben Faktoren wie geschlechtsselektiver Abtreibung auch andere Faktoren für die fehlenden Frauen verantwortlich sein könnten. Mädchen und Frauen werden besonders häufig zu Opfern von Menschenhandel oder werden verkauft.
In China werden jedes Jahr Tausende Kinder entführt, chinesische Medien sprechen von bis zu 20 000 Kindern pro Jahr. Weibliche Babys werden als Folge der Ein-Kind-Politik an wohlhabendere Eltern verkauft, wobei die natürlichen Eltern angeben, dass dies die beste Alternative für ihr Kind sei. Die Bereitschaft, Söhne zu verkaufen, ist geringer, obwohl männliche Babys einen höheren Preis erzielen als weibliche. Adoptionsagenturen, die chinesische Kinder ins Ausland vermitteln, sind am Handel mit Babys beteiligt und bereichern sich an den Zahlungen der ausländischen Adoptiveltern. Einer Studie zufolge wurden zwischen 2002 und 2005 in China etwa 1000 aus Menschenhandel stammende Babys an Adoptionseltern vermittelt, zu einem Preis von 3000 US$ je Baby. Die Kinder wurden entführt und an Waisenhäuser verkauft. Um die Nachfrage nach Waisenkindern zur Adoption nachzukommen, beschäftigen Waisenhäuser Frauen als Babyhändlerinnen.
In Nigeria ist der Handel mit Babys ebenfalls ein wachsendes Problem, es gibt sogar regelrechte „Baby-Fabriken“.
Die Zahl der Mädchen und Frauen, die dem Menschenhandel zum Opfer fallen, kann nur geschätzt werden und ist wahrscheinlich nicht für einen signifikanten Anteil des Frauendefizits in Südostasien und Subsahara-Afrika verantwortlich, könnte aber in einer kausalen Beziehung dazu stehen.

## Gesellschaftliche Folgen

### Gesundheit
Die Vernachlässigung und Diskriminierung von Mädchen und Frauen hat auch Folgen für Jungen und Männer. Sen beschrieb die Auswirkungen von Mangelernährung von Frauen und anderen Formen der Diskriminierung auf die Gesundheit von Jungen und Männern. Wenn schwangere Frauen unter Mangelernährung leiden, so hat das auch negative Auswirkungen auf den Fötus und führt zu einem geringeren Geburtsgewicht sowohl weiblicher als auch männlicher Neugeborener. Medizinische Studien haben einen engen Zusammenhang zwischen einem niedrigen Geburtsgewicht und Herz-Kreislauf-Erkrankungen in höherem Alter gefunden. Sen wies darauf hin, dass für Mädchen ein erhöhtes Risiko für andauernde Mangelernährung besteht, während Männer selbst Jahrzehnte nach der Geburt überproportional häufig unter Herz-Kreislauf-Erkrankungen leiden.

### Brautmangel
Das Frauendefizit hat in vielen Ländern zu einem Ungleichgewicht auf dem Heiratsmarkt geführt. Das hat zu Spekulationen geführt, dass der Frauenmangel den Heiratsmarkt so stark beeinflussen könnte, dass dies zu einer Trendumkehrung bei der Geschlechterverteilung führen könnte. David De La Croix und Hippolyte d'Albis entwickelten den Missing Bride Index, ein mathematisches Modell. Ihre Hypothese auf der Grundlage der Modellberechnungen besagt, dass, wenn wohlhabende Familien weiterhin weibliche Föten abtreiben und überproportional viele Söhne bekommen, während arme Familien weiterhin Töchter bekommen, die Zahl der wohlhabenden Söhne im Lauf der Zeit zunehmen wird und damit die Chancen von Frauen auf die Heirat mit einem wohlhabenden Mann steigen werden. Sie sagen vorher, dass die besseren Chancen für Frauen auf dem Heiratsmarkt dazu führen könnten, dass Eltern die Geburt von Töchter wieder positiver wahrnehmen.

### Männerüberschuss
Seit der Einführung von Technologien zur vorgeburtlichen Geschlechtsbestimmung wie Ultraschall und Fruchtwasseruntersuchung in den 1980er-Jahren hat die Frauendiskriminierung, die das Phänomen der fehlenden Frauen verursacht hat, gleichzeitig auch zu einem anhaltenden Männerüberschuss geführt. Viele Forscher waren der Ansicht, dass dieser Männerüberschuss und die daraus resultierende Zahl von Männern, die keine Ehefrau finden, negative soziale Folgen wie wachsende Kriminalität und eine Zunahme abnormaler Sexualpraktiken haben würde. 2011 kam eine Studie von Therese Hesketh zu dem Ergebnis, dass die Kriminalitätsraten in Regionen mit einem höheren Männerüberschuss nicht signifikant von denen in anderen Regionen abweichen. Diese Männer würden nicht zu höherer Aggressivität tendieren, sondern sich eher ausgestoßen und als Versager fühlen und häufiger unter Einsamkeit und damit verbundenen psychologischen Problemen leiden. Andere Männer würden sich für die Auswanderung in Staaten wie die USA oder Russland entscheiden, um das Problem zu lösen. Hesketh empfiehlt im Kampf gegen die Bevorzugung von Söhnen und das Frauendefizit politische Maßnahmen der Regierungen wie das Verbot geschlechtsselektiver Abtreibungen und die Förderung des Bewusstseins für das Problem. Eine andere Studie fand jedoch in China eine Korrelation zwischen der Entwicklung der Kriminalitätsrate und des Männerüberschusses, und zwar für Gewaltverbrechen und Diebstahl, nicht aber für andere Kriminalitätsformen.

## Politische Maßnahmen und ihre Auswirkungen
Das Finden politischer Lösungen wird dadurch erschwert, dass die Muster der „fehlenden Frauen“ nicht in allen betroffenen Ländern gleich sind, sondern stark variieren. Während es in Indien und China ein sehr großes Frauendefizit gibt, findet sich in den Ländern Subsahara-Afrikas sogar ein Frauenüberschuss: Hier kommen 102 Frauen auf 100 Männer. Außerdem ist das Phänomen der fehlenden Frauen oft mit der Kultur und Geschichte der jeweiligen Gesellschaft verflochten, sodass es schwierig ist, allgemeingültige politische Lösungsansätze zu finden. So argumentieren Forscher z. B., dass es in muslimischen Ländern zur Aufrechterhaltung des Frauendefizits führt, dass Frauen eine untergeordnete Position zugewiesen wird. Andererseits gibt es keine Belege dafür, dass in den westeuropäischen Länder vom 16. bis 19. Jh., als Frauen insgesamt ebenfalls eine untergeordnete Stellung hatten, so verzerrte Geschlechterverteilungen auftraten, wie sie heute in mehreren Entwicklungsländern zu finden sind. Selbst in Indien und Bangladesch, die ein ähnliches Niveau der Benachteiligung und Bildung von Frauen haben, wirken sich politische Maßnahmen unterschiedlich auf die Entwicklung des Frauendefizits aus: Dieselben Maßnahmen, die in Bangladesch in allen Altersstufen zu einer Verringerung der Zahl fehlender Frauen geführt haben, waren in Indien viel weniger wirkungsvoll. Ein Grund dafür könnte das indische Kastensystem sein. In Bangladesch ist die Gesellschaft dagegen relativ homogen, sodass sich progressive Ideen wie das Wohlergehen und die Verbesserung der Situation von Frauen leichter durchsetzen können.

### Bildung
In einigen Ländern scheint die Verbesserung des Zugangs zu Bildung die Zahl der fehlenden Frauen verringert zu haben. Daten des indischen Zensus 2001 deuten auf einen Zusammenhang zwischen dem Bildungsabschluss von Frauen und der Verbesserung der Geschlechterverteilung in Indien hin. Eine Studie in Äthiopien hat ergeben, dass Frauen, die hoch gebildet sind, viele Brüder haben und nur einen geringen Altersunterschied zu ihren Ehemännern aufweisen, häufiger wohlhabend sind, was zu einer geringeren Zahl an fehlenden Frauen führt. Untersuchungen in China haben ebenfalls gezeigt, dass gebildete, urbane Eltern seltener Töchter abtrieben als weniger gebildete Landbewohner, die eine stärkere Präferenz für Söhne haben, weil sie diese als Arbeitskräfte und zur Absicherung im Alter benötigen.
Auf der anderen Seite zeigt sich in Indien, dass eine bessere Bildung von Frauen das Frauendefizit sogar vergrößern kann. Gebildetere Frauen realisieren stärker, dass die gesellschaftlichen Chancen ihrer Söhne viel besser als die ihrer Töchter sind. Zudem werden Töchter als Kostenfaktor der Familie wahrgenommen, weil ihre Beschäftigungsmöglichkeiten schlechter sind, bei ihrer Heirat eine Mitgift gezahlt werden muss und sie nur eingeschränkt Land besitzen dürfen. Mukherjee argumentierte, dass diese Schlechterstellung von Frauen noch dadurch verstärkt wird, dass es einen Mangel an Jobs für höher gebildete Frauen gibt, sodass sich die Stellung der Frau in der Gesellschaft selbst bei einem höheren Bildungsniveau nur geringfügig verbessert. Eine umfangreiche Studie, die Daten verschiedener Zeiträume zwischen 1992 und 2006 untersuchte und bei der 300 000 Mütter interviewt wurden, zeigte auf, dass in Indien zunehmen wohlhabendere und besser gebildete Eltern weibliche Föten abtrieben, weil sie sowohl über die Möglichkeiten pränataler Diagnostik informiert waren als auch die finanziellen Mittel für Abtreibungen hatten. Zudem ergab die Studie, dass die Zahl der geschlechtsselektiven Abtreibungen höher ist, wenn das erstgeborene Kind einer Familie eine Tochter ist. Da höher gebildete Frauen tendenziell eher weniger Kinder bekommen, ist bei ihnen der Wunsch stärker ausgeprägt, dass schon das erste oder zweite Kind ein Sohn ist, was eine höhere Bereitschaft zur Abtreibung weiblicher Föten zur Folge hat. Dies stimmt auch mit den Befunden von Das Gupta überein, dass in den indischen Bundesstaaten Haryana und Punjab die Präferenz für Söhne bei höher gebildeten und relativ wohlhabenden Frauen am stärksten ausgeprägt war und diese sich eher für eine Abtreibung von Mädchen entschieden sowie Töchter stärker vernachlässigten.

### Beschäftigungsmöglichkeiten
Sen argumentierte, dass die Möglichkeit der Erwerbsarbeit die Verhandlungsmacht von Frauen im Haushalt erhöht und zu einer Verbesserung der Geschlechterverteilung führt. Wenn Frauen wirtschaftlich produktiver wären, würde dies die außerdem die Wahrnehmung von Männern ändern, das Töchter wirtschaftlich unproduktiv seien. Dies würde die Chancen von Mädchen erhöhen, geboren zu werden und in der Kindheit gut versorgt zu werden. Andere Forscher stellten Sens These jedoch infrage. Die wissenschaftlichen Befunde für diese These sind widersprüchlich und deuten darauf hin, dass die Art der Arbeit (bezahlte Erwerbstätigkeit außerhalb des Haushalts/bezahlte Heimarbeit/unbezahlte Arbeit im Haushalt) eine wichtige Rolle spielt.
In einigen Fällen werden Frauen durch Erwerbsarbeit sogar doppelt ausgebeutet: Im indischen Narsapur verfügen Spitzenwirkerinnen nicht nur über eine geringere Verhandlungsmacht im Haushalt, sondern arbeiten oft auch für ausbeuterisch geringe Löhne. Da die Spitze in Heimarbeit hergestellt wird, wird diese Tätigkeit oft nur als Ergänzung der Arbeit der Männer und nicht als nützlicher Beitrag durch Erwerbsarbeit wahrgenommen. Dagegen haben Frauen im indischen Allahabad, die Zigaretten produzieren, eine unabhängige Einkommensquelle gefunden, die zugleich ihr Ansehen in der Gemeinschaft stärkt, weil die Arbeit als Beitrag zum Haushalt wahrgenommen wird.
In den Ländern Subsahara-Afrikas ist das Frauendefizit geringer als in asiatischen Ländern. Dort können Frauen in der Regel außerhalb des Haushalts erwerbstätig sein, sodass sie einen größeren Beitrag zum Wohlergehen des Haushalts leisten und daher insgesamt stärker wertgeschätzt werden als asiatische Frauen.
Berik and Bilginsoy untersuchten, ob verbesserte Erwerbsmöglichkeiten außerhalb des Haushalts in der Türkei zu einer Verbesserung der Geschlechterverteilung führen. Im Gegensatz zu Sens These fanden sie eine umgekehrte Korrelation zwischen Erwerbsmöglichkeiten und Geschlechterverteilung nur für Frauen, die unbezahlte Arbeit im Haushalt verrichteten.
Eine Studie aus dem Jahr 2008 kam zu dem Ergebnis, dass die Erhöhung des Einkommens von Frauen allein nicht ausreicht, um das Problem der fehlenden Frauen zu lösen, sondern das Einkommen der Frauen muss auch im Verhältnis zum Einkommen der Männer steigen. Quian zeigte, dass in China ein Anstieg des Einkommens von Frauen um 10 % bei gleichbleibendem Einkommen von Männern zu einem Rückgang der Geburten von Söhnen um 1,2 % führte. Der Lohnanstieg der Frauen bewirkte eine steigende Investition in Töchter, die sich auch darin ausdrückte, dass Töchter 0,25 Jahre länger Bildungseinrichtungen besuchten. Die Steigerung der wirtschaftlichen Produktivität wirkte sich also sowohl auf die Überlebensrate von Töchtern als auch die Investitionen in Töchter aus.

### Maßnahmen gegen geschlechtsselektive Abtreibungen

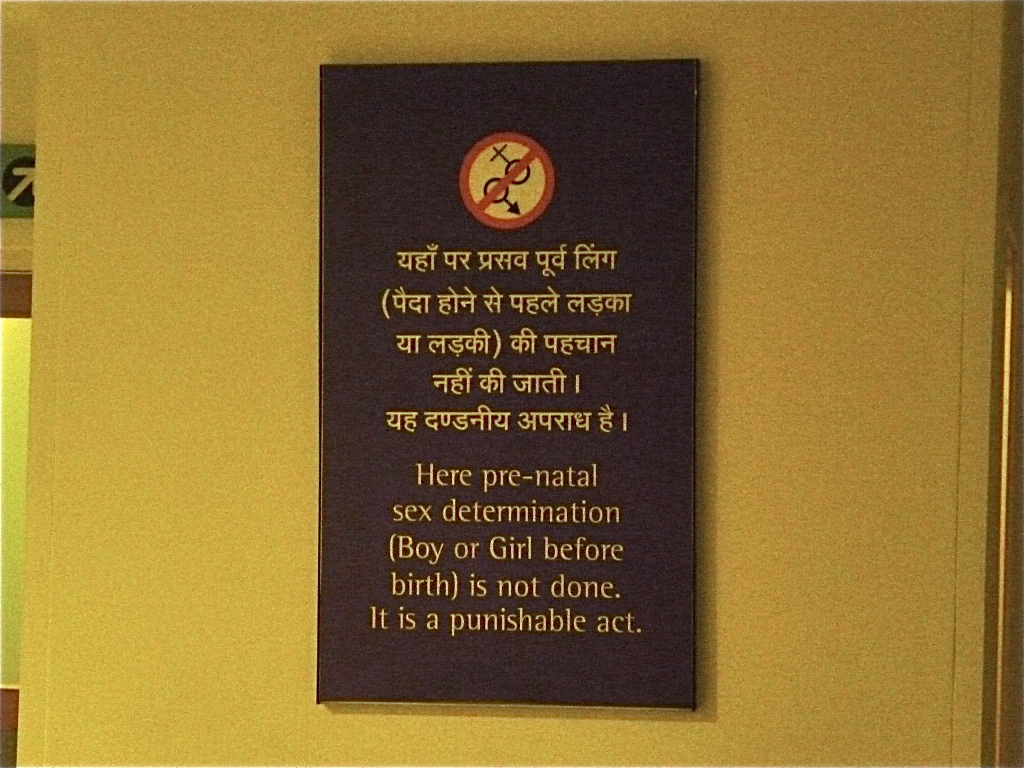
Ein Schild in einem indischen Krankenhaus weist darauf hin, dass vorgeburtliche Geschlechtsbestimmungen hier nicht durchgeführt werden und illegal sind.

Geschlechtsselektive Abtreibungen aufgrund vorgeburtlicher Geschlechtsbestimmung sind vor allem in Asien sowie in Nordafrika verbreitet. Eine systematische Studie aus dem Jahr 2019 stellte für zwölf Staaten eine signifikante Abweichung vom natürlichen Geschlechterverhältnis bei der Geburt fest: Albanien, Armenien, Aserbaidschan, China, Georgien, Hongkong, Indien, Südkorea, Montenegro, Taiwan, Tunesien und Vietnam.
In China und Indien (seit 1994) ist die pränatale Geschlechtsbestimmung verboten. Diese Maßnahme führte in Indien jedoch nur vorübergehend zu einer Zunahme der Mädchengeburten. Eine Datenanalyse aus dem Jahr 2020 stellte für den Zeitraum von 2012 bis 2017 eine stetige Abnahme des Mädchenanteils bei der Geburt von 906 Mädchen auf 896 Mädchen je 1000 Jungen fest. Erst 2018 nahm der Anteil der Mädchen an allen Geburten wieder leicht zu. In urbanen Regionen war das Mädchendefizit stärker ausgeprägt als in ländlichen Regionen. Bei einer starken Präferenz für Söhne kann das Verbot geschlechtsselektiver Abtreibungen zudem zu einer Zunahme der Sterblichkeit weiblicher Säuglinge führen.
Südkorea begann in den 1990er-Jahren eine Regierungskampagne zum Kampf gegen die geschlechtsselektive Abtreibung von Mädchen, nachdem diese Praktik seit Mitte der 1980er-Jahre stark zugenommen hatte und das Land Anfang der 1990er-Jahre eine der höchsten Geschlechterverteilungen der Welt hatte. Im Mittelpunkt der Kampagne standen die Förderung kleinerer Familien, Aufklärung über das Problem der fehlenden Frauen und Armutsbekämpfung. Abtreibungen waren illegal. Seitdem ist die Zahl geschlechtsselektiver Abtreibungen erheblich gesunken. Nach Ansicht von Wissenschaftlern haben dazu auch das rasche Wirtschaftswachstum und die rasante Entwicklung beigetragen, die zu einem erheblichen Wandel der sozialen Einstellungen und einer Verringerung der Präferenz für Söhne geführt haben. 
Insgesamt haben allein Verbote geschlechtsselektiver Abtreibungen nicht dazu geführt, dass sich die Geschlechterverteilung verbessert hat. Wissenschaftler halten es aber für möglich, dass sich die Geschlechterverteilung ohne solche Verbote noch ungünstiger entwickelt haben könnte oder dass die Verbote eine Verschlechterung der Situation verhindert haben, auch wenn sie keine Verbesserung bewirkt haben.

### Maßnahmen internationaler Organisationen
Mehrere internationale Organisationen haben Maßnahmen ergriffen, um das Bewusstsein für das Problem der fehlenden Frauen zu erhöhen und zur Lösung des Problems beizutragen.
Die Generalversammlung der Vereinten Nationen erließ 1997 eine Resolution, die „alle Staaten nachdrücklich aufforderte, Gesetze zu erlassen und durchzusetzen, die Mädchen vor jeglicher Form der Gewalt schützen, namentlich vor der Tötung weiblicher Neugeborener und der vorgeburtlichen Geschlechtsselektion“. Infolge des internationalen Drucks haben sowohl Indien als auch China vorgeburtliche Diagnostik mit dem Ziel geschlechtsselektiver Abtreibungen verboten.
Die OECD nahm die Zahl der fehlenden Frauen in den Unterindex Präferenz für Söhne des SIGI (Social Institutions and Gender Index) auf.
1995 verabschiedete die Vierte UN-Weltfrauenkonferenz in Peking die Pekinger Erklärung und Aktionsplattform, die die Rechte von Mädchen anerkennt.